# Verleihung (Bergbau)
Die Verleihung, auch Beleihung, Belehnung oder Bestätigung, nach französischem Bergrecht auch Concession, genannt, ist ein hoheitlicher Akt, den im Bergbau das Bergamt durchführt. Der Begriff als solcher stammt noch aus dem alten Bergrecht. Bei der Verleihung wird dem Muter das Bergwerkseigentum verliehen. Dadurch erhält der Muter das Recht, sich die Mineralien und Bodenschätze im verliehenen Grubenfeld anzueignen. Durch die Verleihung wird in der Regel ein zeitlich unbegrenztes Recht zur Gewinnung des jeweiligen Bodenschatzes im verliehenen Feld zugesprochen. Gleichzeitig wird durch die Verleihung dem Grundeigentümer das Verfügungsrecht über diese Bodenschätze entzogen.

## Grundlagen
Aufgrund des durch Kaiser Barbarossa im Jahre 1158 in Deutschland erstmals schriftlich festhalten Bergregals war jeder Bergbautreibende berechtigt, unter bestimmten Bedingungen nach Mineralien zu schürfen und diese auch zu gewinnen. Dies durfte er sowohl auf dem eigenen Grundstück, als auch auf fremden Grundstücken tun, ohne dass er den Grundstückseigentümer um Erlaubnis fragen musste. Damit der Bergbautreibende diese Tätigkeiten auch im rechtlichen Rahmen ausführte, bedurfte es bestimmter bergrechtlicher Regelungen. Um nach bestimmten Mineralien zu schürfen, benötigte der Bergbautreibende einen Schürfschein. Die Gewinnung der jeweiligen Mineralien bedurfte der Verleihung. Obwohl die bergrechtliche Verleihung auch als Belehnung bezeichnet wurde, hatte sie nichts mit der im Lehnswesen angewendeten Belehnung gemein. Der Begriff Belehnung wurde zwar aus dem Lehnswesen übernommen, jedoch kam durch die Belehnung im bergrechtlichen Sinn kein Lehenscontract zustande. Das lag daran, dass Grubengebäude nicht unter der Bedingung der Lehenstreue verliehen wurden, außerdem gehörte das Bergwerkseigentum zum Allodialvermögen.
Die ersten Verleihungen wurden bereits Anfang des 14. Jahrhunderts am 3. Mai 1316 in Schneeberg getätigt. Die Verleihung basierte immer auf der Bergordnung des jeweiligen Landes. Berechtigt, diese Verleihungen vorzunehmen, war ein vom Regalherrn bestimmter und in der jeweiligen Bergordnung bezeichneter Beamter. Nach der Kuttenberger Bergordnung war dies der königliche Urburer, nach dem Freiberger Bergrecht der oberste Bergmeister, nach dem Schläminger Bergbrief der Bergrichter und nach den Statuten des Harzer Forstdinges der Förster. In der Regel wurden hier die Abbaurechte für bestimmte Metalle verliehen. Die Verleihung auf Steinkohle wurde in Preußen erst im 16. Jahrhundert mit der ersten Bergordnung vom 27. April 1542 für die Grafschaft Mark geregelt. Aufgrund dieser Bergordnung wurde im Jahr 1637 in Obersprockhövel die erste Verleihung in der Grafschaft Mark getätigt. Allerdings kam es bis zum Beginn des 18. Jahrhunderts, aufgrund der fehlenden Bergaufsicht, in der Grafschaft Mark nur zu unbestimmten Verleihungen von nicht vermessenen Grubenfeldern. Neben der Verleihung der Abbaurechte gab es auch die Verleihung des Erbstollenrechtes. Allerdings war die Verleihung eines Erbstollens an bestimmte Voraussetzungen geknüpft. So bedurfte es nach der Freiberger Bergordnung zur Verleihung eines Erbstollens der Genehmigung des Landesherren. Einige Bergordnungen setzten auch für den Betrieb von Wasch- und Pochwerken und den dazugehörenden Gräben eine gesonderte Verleihung voraus.

## Bergrechtliche Bedingungen
Der rechtliche Weg bis zur Verleihung war durch die jeweiligen Bergordnungen vorgegeben. Hier galt der Grundsatz, dass nicht der Grundstückseigentümer, sondern der erste Finder Anspruch auf die Verleihung des Bergwerkseigentums hatte. Hatte jemand eine Lagerstätte erschürft, so konnte er beim zuständigen Bergbeamten die Mutung darauf einlegen. Hierfür musste er die Bauwürdigkeit der Lagerstätte nachweisen. Um dieses zu gewährleisten, war er verpflichtet, diese gemutete Lagerstätte so weit zu entblößen, dass der zuständige Bergbeamte oder ein von ihm beauftragter Bergbeamter sich von der Existenz der Lagerstätte überzeugen konnte. Diese Befahrung der Fundstelle, wurde nach der preußischen Bergordnung als Fundesbesichtigung bezeichnet. Zusätzlich musste er eine Handstufe, also ein Stück des Minerals aus der Lagerstätte herausbrechen und als Beweis dem Bergamt vorlegen. Die Verleihung erfolgte dann, wenn die Bauwürdigkeit der Lagerstätte nachgewiesen war und nicht ältere Ansprüche der Verleihung entgegenstanden. Mit der Verleihung erhielt der Muter dann die Verleihungsurkunde.

### Fristen
Der Muter war angehalten, seinen Fund unverzüglich beim Bergamt anzuzeigen und um die Verleihung zu bitten. Nach der Ferdinandeischen Bergordnung hatte er dafür eine Frist von drei Tagen. Andere Bergordnungen räumten dem Muter längere Fristen ein. In der Regel war mit einer Frist von zwei Wochen (bei einigen Bergämtern bis zu vier Wochen), gerechnet ab dem Tage der Mutung, um die Verleihung zu ersuchen. Die Verleihung erfolgte nach der Beantragung und der Befahrung durch einen Bergbeamten. Die Anzeigepflicht war nach dem Berggesetz präjudiciell, dies bedeutete für den Muter, dass die Mutung bei verstrichener Frist als kraftlos verfiel. Da das Ersuch um die Verleihung nur an bestimmten Verleihetagen eingebracht werden konnte, wurden dem Muter einige Karenztage eingeräumt. Wurde die Mutung kurz vor oder kurz nach den Verleihetagen getätigt, so wurde die Frist erst ab dem Verleihetag gerechnet. Die Verleihung selber erfolgte nach den alten Bergordnungen stets am Verleihetag.

#### Fristverlängerung
Konnte ein Muter aufgrund widriger Umstände, wie Unwetter, Schneefall oder Wassereinbruch in die Fundgrube, den Antrag nicht fristgerecht einreichen, so konnte er um Fristverlängerung beim Bergamt ersuchen. Das Bergamt prüfte dann, ob die Hindernisse in absehbarer Zeit beseitigt werden konnten und bewilligte in der Regel die Fristverlängerung. Dieser Verwaltungsakt kostete den Muter eine Gebühr von einem Groschen. Um Fristverlängerung konnte insgesamt bis zu dreimal ersucht werden. Nach der dritten Fristverlängerung wurde der sogenannte Muthzettel im Bergbuch hinterlegt, womit die Verleihung für den Muter quasi reserviert wurde. Damit es dadurch aber nicht zu unnötigen Blockierungen der Fundstellen kam, war der jeweilige Muter verpflichtet, jedes Quatember an den Verleihetagen eine Verlängerungsgebühr von einem Groschen zu entrichten. Entrichtete der Muter die Gebühr nicht, so verfiel sein Anspruch auf das gemutete Lehen und die Lagerstätte konnte von einem anderen Muter erworben werden. Waren an einer Fundgrube mehrere Kuxeinhaber beteiligt, so konnte die Fristverlängerung nur dann erteilt werden, wenn alle Anteilseigner sich einig waren. Kam ein Anteilseigner der Aufforderung durch das Bergamt nicht nach, seinen Beitrag innerhalb einer Frist von vier Wochen zu entrichten, dann wurde sein Anteil auf die anderen Eigner überschrieben.

## Grubenfeldgröße
Die Größe des verliehenen Grubenfeldes war je nach Staat unterschiedlich. In der Regel wurden die Grubenfelder bei metallhaltigen Mineralien in schmalere in die Länge gestreckte Felder aufgeteilt und bei Brennstoffen wie Steinkohle oder Braunkohle größere Grubenfelder zugeteilt. Im Erzbergbau waren gängige Größen das Geviertfeld und das Längenfeld. Die Größe des zugeteilten Feldes war auch abhängig von der optimalen Ausbeute des jeweiligen Bodenschatzes. Ein weiterer Aspekt war die örtliche Lage. Felder, die in bergigen Gegenden lagen, wurden aufgrund der Täler und der dadurch bedingten Unterbrechung der Lagerstätte großzügiger bemessen als Felder im Flachland. Außerdem spielten auch natürliche Grenzen wie z. B. Bäche und Flüsse eine Rolle bei der verliehenen Feldesgröße.

## Inaugenscheinnahme der Lagerstätte
Bevor das Bergamt dem Muter die Bergbauberechtigung erteilte, wurde die Fundstelle durch den Bergmeister oder durch einen Berggeschworenen in Augenschein genommen. Grund für die Befahrung war eine Überprüfung der Fundstelle auf Bauwürdigkeit und darauf, ob die Lagerstätte wirklich entblößt worden war. Die übertägige Entblößung der Lagerstätte konnte entfallen bei Lagerstätten, die bereits durch Stollen oder Strecken teilweise erschlossen waren. Außerdem wurde die Einhaltung der Abstände zu anderen Fundgruben überprüft und geprüft, ob kein Dritter in seiner Bergbautätigkeit beeinträchtigt würde. Diese Befahrung, bei der die Bauwürdigkeit der Lagerstätte überprüft wurde, bezeichnete man als Feldesbesichtigung. Bei erstmals erteilten Genehmigungen wurde an der Fundstelle, an der die Lagerstätte das erste Mal entblößt worden war, durch den Berggeschworenen eine Markierung in das Gestein geschlagen. Diese Markierung diente bei späteren Überprüfungen oder bei Streitigkeiten als Beweis. Bei Gruben, die schon einmal überprüft worden waren, danach aber ins Bergfreie gefallen waren, wurde bei Wiederaufnahme der Bergbautätigkeit auf eine erneute Lagerstättenüberprüfung verzichtet.

## Weitere Formalitäten
Im frühen Bergbau wurde die Verleihung noch mit einem Eid besiegelt. Nachdem der Bergmeister bei der Fundgrube eingetroffen war, stellte er dem ersten Muter die Frage: „Welche Grube ist dein, welcher Gang ist reich an Erz?“ Der Muter zeigte daraufhin mit seinem Finger auf die Fundstelle. Anschließend wies der Bergmeister den Muter an, an den Haspel zu treten und zur Vereidigung zwei Finger der rechten Hand zu erheben und die Eidesformel zu sprechen:

„Ich schwöre bei Gott und allen Heiligen und rufe sie zu Zeugen an, daß dieser Gang mein ist, und noch dazu,

wenn er nicht mein ist, dann ist dies nicht mein Kopf, und diese meine Hand soll künftig nicht mehr ihren Dienst tun.“

Erst nach der Vereidigung wurde die Fundgrube durch den Bergmeister vermessen.

## Dauer der Bergbauberechtigung
Die Berechtsame (Bergbauberechtigung) war in der Regel zeitlich unbefristet und lief erst aus, wenn die Lagerstätte erschöpft war. In bestimmten Fällen war aber auch eine Befristung auf einen Zeitraum zwischen zehn und fünfzig Jahren möglich. Diese Art der Berechtigung war vergleichbar mit einem Zeitpachtvertrag. Damit auch bei zeitlich befristeten Verleihungen kein Raubbau betrieben wurde, unterlagen diese Baufelder einer besonderen Aufsicht durch das Bergamt. Ließ sich ein Muter trotz der Befristung ein Vorzugsrecht auf Vertragsverlängerung eintragen, so wurden diese Gruben betrachtet, als wären die Felder unbefristet verliehen, da man in diesem Fall davon ausging, dass die bergmännische Sorgfalt bei der Ausbeutung der Lagerstätte gewahrt wurde.
Eine dritte Variante war die Verleihung mit Bedingungen, die Bergbauberechtigung auf Widerruf. Hier wurden dem Besitzer der Grube bei der Bergbauberechtigung schon mit der Verleihung bestimmte Bedingungen auferlegt. Befolgte er diese Bedingungen nicht, war das Bergamt befugt, dem Besitzer die Bergbauberechtigung zu entziehen. Damit hier keine Willkür geschah, war der Bergamtsleiter dazu angehalten, dieses erst nach sorgfältiger Überprüfung zu tätigen.

## Unterschiede der Rechtsbegriffe
In der Regel waren die Begriffe Beleihung, Verleihung und Bestätigung in den Berggesetzen als gleichbedeutend eingestuft. In einigen Bergrevieren, speziell in besonders großen, unterschied sich die Verleihung von der Bestätigung. Da der Bergmeister nicht stets unmittelbar die einzelnen neu gemuteten Lagerstätten befahren konnte, hatte er ihm Untergeordnete als Leiher. Diese befuhren die Gruben und verliehen die Baufelder. An bestimmten Diensttagen des Bergmeisters brachten sie die Verleihungen dem Bergmeister zur Anzeige und dieser erteilte darauf dann die Bestätigung. Eine weitere Unterscheidung gab es in einigen Bergrevieren nach der Art der bergmännischen Tätigkeit. Je nach Art der Tätigkeit wurde unterschieden zwischen der Verleihung und der Concession. Von der Sache her waren beides Genehmigungen, die ein Bergwerkseigentum begründeten. Während bei der Verleihung der Antragsteller das Eigentumsrecht und die Genehmigung im vollen Umfang für den Abbau und die weitere Verwendung aller Bodenschätze erhielt, war die Concession nur auf einen Teilbereich des Bergwerks begrenzt. Durch die Concession wurde dem Belehner das Recht gewährt, einen abgesonderten Bau, z. B. einen Hilfsschacht oder einen Hilfsstollen, aufzufahren, um für eigene oder fremde Bergwerke notwendige Maßnahmen, die für den Bergwerksbetrieb erforderlich waren, zu ermöglichen. Diese Dienstleistungen konnten unter anderem die Bewetterung der Grubenbaue oder die Wasserhaltung sein. Auch die Förderung der nutzbaren Mineralien, des Materials oder der Abraumberge fielen unter die Genehmigung durch eine Concession.

## Heutige Regelungen
Auch im modernen Bergbau ist die Verleihung in den Berggesetzen geregelt. Zu ersten Veränderungen bei der rechtlichen Auslegung der Verleihung kam es durch die Inkrafttretung des allgemeinen preußischen Berggesetzes von 1865. Insbesondere bei der Rücksicht auf bessere Rechte Dritter gab es wesentliche Änderungen. So werden nach den neuen bergrechtlichen Regelungen die etwaigen Rechte Dritter im Verleihungsverfahren mit berücksichtigt. Aus diesem Grund wird vor der Verleihung ein sogenannter Schlusstermin anberaumt, an dem alle die geladen werden, die kollidierende Rechte haben oder glauben zu haben. Die Bergbehörde entscheidet nach der Anhörung über die Erteilung oder Versagung der Verleihung per Beschluss. Anschließend können Einsprüche gegen den Beschluss innerhalb von drei Monaten durch Klage vor dem Gericht geltend gemacht werden. Wird von der Frist kein Gebrauch gemacht, ist der Beschluss rechtsgültig. Eine wesentliche Änderung ist auch, dass der Muter nicht mehr die Bauwürdigkeit, sondern nur noch die Fündigkeit nachweisen muss. Auch sind mit dem Gesetz die Verleihetage abgeschafft worden. Die Verleihungsurkunde wird öffentlich bekanntgemacht.
Seit 1980 gelten in Deutschland die Vorschriften des Bundesberggesetzes (BBergG). Durch die bergbehördliche Verleihung wird geregelt und auch kontrolliert, in welchem Gebiet ein Berechtigungsinhaber, welche bergfreien Bodenschätze aufsuchen und abbauen darf. Zwar ist der Formalismus heute nicht mehr so streng geregelt wie im frühen Bergbau, doch auch heute noch bedürfen Anträge auf Erteilung einer Bergbauberechtigung der Schriftform. Die dafür erforderlichen Richtlinien sind bundeseinheitlich durch die zuständigen Länderministerien geregelt. Bei den Berechtigungsformen wird unterschieden zwischen der Erlaubnis und der Bewilligung. Es gelten aber auch teilweise noch in bestimmten Bereichen alte Rechte, diese sind aus dem alten preußischen Bergrecht übergeleitete Berechtigungsformen.
In Österreich gilt für das Aufsuchen und Gewinnen von mineralischen Rohstoffen das Mineralrohstoffgesetz. In diesem Gesetz wird die Verleihung von Schurfberechtigungen geregelt. Eine Schurfberechtigung wird auf Antrag an natürliche und juristische Personen von der Behörde verliehen. Des Weiteren wird in dem Gesetz die Verleihung von Grubenmaßen geregelt. In jedem Fall muss derjenige, der Bergbau betreiben will, zuvor ein Verleihungsgesuch bei der zuständigen Behörde einreichen. Die Behörde verleiht dann, nach vorheriger Prüfung des Gesuchs, die beantragten Bergbaurechtigungen.